# 貝魯魯哈
21°40′43″S 45°10′23″E / 21.67861°S 45.17306°E

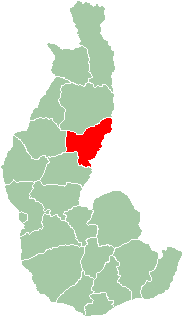

貝魯魯哈，是馬達加斯加的城鎮，位於該國南部，由阿齊莫-安德列發那區負責管轄，是貝魯魯哈區的首府，處於曼古基河畔，2005年人口20,460。